# Смерть

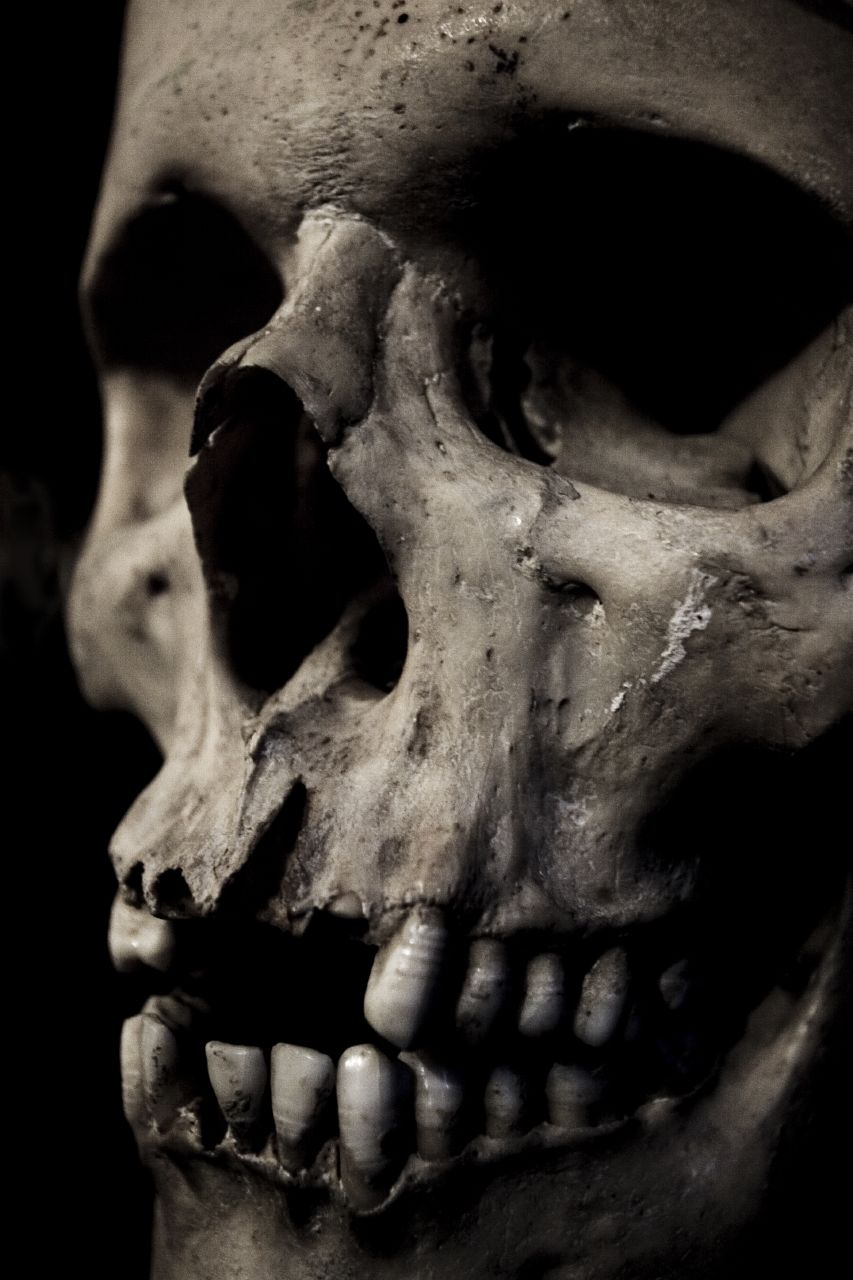
Людський череп, який широко використовують як символ смерті та розкладання

Смерть — незворотнє припинення функціональних процесів, що підтримують життя, який характеризується остаточним розривом узгодженості процесів життєдіяльності (харчування, дихання тощо) даного організму. Активне припинення життя називається вбивством. Перехід від життя до смерті називається вмиранням. У медицині вивчення процесу смерті здійснює наука танатологія.Вона характеризується остаточним порушенням узгодженості процесів життєдіяльності (як-от дихання, кровообіг, харчування тощо). Перехід від життя до смерті називають вмиранням. Активне спричинення смерті іншою особою визначається як вбивство.

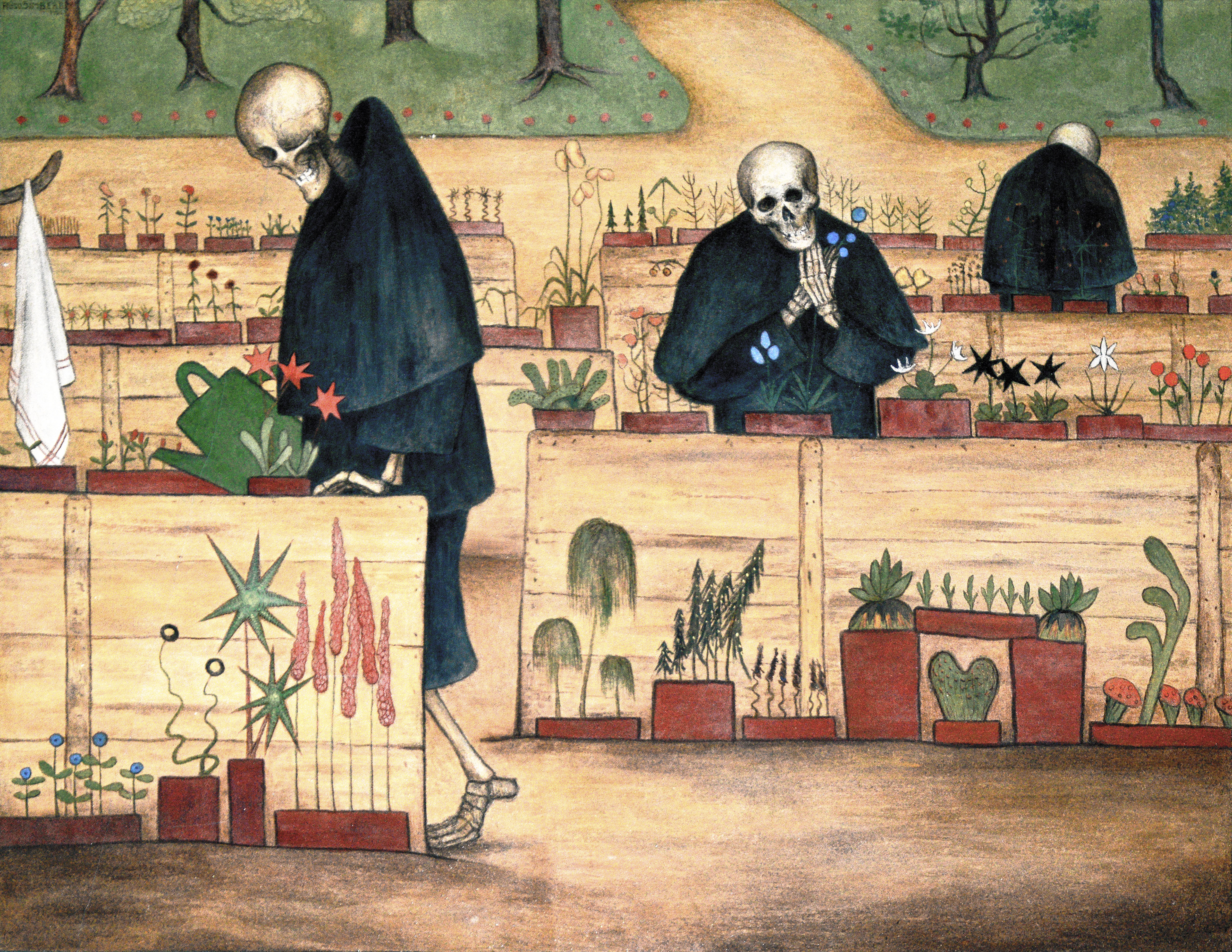
Сад смерті, Гуго Сімберг (1906)

У медицині дослідженням смерті займається спеціальний розділ науки — танатологія. Поняття смерті має також важливе значення у філософських, релігійних і правових системах, де розглядається з точки зору сенсу життя, моралі та відповідальності. У різних культурах смерть супроводжується обрядами, традиціями та віруваннями, які відображають ставлення до неї в суспільстві.

## Еволюція поняття
Смерть завжди несла відбиток таємничості та містичності. Непередбачуваність, неминучість, несподіванка і часом незначність причин, що призводять до смерті, виводили саме розуміння смерті за межі людського сприйняття, перетворювали смерть на божественну кару за гріховне існування або божественний дар, після якого людину чекає вічне і щасливе життя. У багатьох народів існували уявлення про смерть як про мить, коли безсмертна душа людини розлучається з тілом і прямує до душ предків. Також були й обряди поклоніння смерті.
Говорячи про вивчення смерті, академік Володимир Олегович Неговський у «Нарисах з реаніматології» писав:
| …Хід природознавства призупинився перед вивченням смерті. Століттями це явище було настільки складним і незрозумілим, що, здавалося, знаходиться за межами людського пізнання. І лише поступово накопичуються боязкі і спочатку досить елементарні спроби оживити людину, і випадкові успіхи при цьому зруйнували цю непізнаванну стіну, що робить смерть «річчю в собі». |
Кінець XIX і особливо XX століття внесли в питання смерті корінні зміни. Смерть перестала нести на собі відбиток містики, але таємниця її збереглася. Смерть, будучи закономірним завершенням життя, стала таким же предметом наукових досліджень, як і саме життя.
Один із засновників дослідної патології, який стояв біля витоків танатології, знаменитий француз Клод Бернар, у «Лекціях з експериментальної патології» писав:
| «…щоб знати, як живуть організми тварини і людини, необхідно бачити, як безліч їх вмирає, бо механізми життя можуть бути розкриті і виявлені лише знанням механізмів смерті.» |
Альфред Нобель, засновник Нобелівських премій, радив особливу увагу звернути на вивчення питань старіння і вмирання організму, основоположних проблем сучасної біології та медицини.
Зміна наукового ставлення до смерті, зведення смерті до природного фізіологічного процесу, що вимагає кваліфікованого фізіологічного аналізу і вивчення, мабуть, особливо виразно проявилося у висловленні Івана Павлова:
| «…яке велике і плідне поле розкрилося б для фізіологічного дослідження, якби негайно після викликаної хвороби, або неминучої смерті, експериментатор шукав з повним знанням справи спосіб перемогти ту й іншу»[1] |
Отож, уже на початку XX століття смерть з містичної «речі в собі», яка могла бути лише в думках науковців, перетворилася на предмет наукового пошуку, що вимагає спеціальних досліджень та вивчення. Об'єкт, який дозволяє не тільки зрозуміти причини припинення життя, а й осягнути першооснови, що відрізняють живі об'єкти від неживих.

Питання смерті хвилювали дослідників різних галузей. Людвіг фон Мізес один з основоположників Австрійської школи економіки в своїй книзі "Людська діяльність" писав 
"Людина живе в тіні смерті. Чого б вона не досягла впродовж свого паломництва, одного дня вона мусить піти з життя і покинути все, що збудувала. Кожна мить може стати останньою. Існує лише одна річ, яка є безсумнівною щодо майбутньому людини - смерть. ... Дійсно, людина не може уникнути смерті. Але наразі вона жива, і життя, а не смерть, оволодіває нею. Що б не чекало на неї в майбутньому, вона не може відійти від нагальних потреб. Поки людина живе, вона не може не підкорятися кардинальному імпульсу, elan vital. Вроджена природа людини полягає в тому, що вона прагне зберегти і зміцнити своє життя, що вона незадоволена і прагне усунути занепокоєння, що вона шукає того, що можна назвати щастям".

## Смерть у біології та медицині
Більшості клітин багатоклітинних організмів притаманний апоптоз — запрограмована смерть. Одноклітинні організми припиняють життя двома способами — або гинуть, або діляться на дві клітини. Танатологія — розділ медицини, що вивчає смерть людського організму.
Настанню смерті завжди передують термінальні стани — передагональний стан, агонія та клінічна смерть, — які в сукупності можуть тривати різний час, від кількох хвилин до годин і навіть діб. Незалежно від стрімкості настання смерті, їй завжди передує стан клінічної смерті. Якщо реанімаційні заходи не проводилися або виявилися безуспішними, настає біологічна смерть, яка являє собою незворотнє припинення фізіологічних процесів у клітинах і тканинах. Унаслідок процесів розкладання відбувається подальше руйнування організму, що поступово знищує структуру нервових зв'язків, роблячи цілком неможливим відновлення особистості. Цей етап називається інформаційна смерть (або «інформаційно-теоретична смерть», тобто смерть із точки зору теорії інформації). До інформаційної смерті людина теоретично може бути збережена в стані анабіозу, наприклад, за допомогою кріоніки, що захистить її від подальшого руйнування, а пізніше потенційно може бути відновлена.
1. Передагональний стан — порушення функцій центральної нервової системи, зниження артеріального тиску, централізація кровообігу, порушення дихання.
2. Термінальна пауза — раптова зупинка дихання, припиняється активність головного мозку, рідше масові лопання судин та передсмертний інсульт.
3. Агонія — триває від декількох секунд до години. Вимикаються функції головного мозку. Втрачається свідомість, але може повертатися (від цього і походить назва від грец. боротьба, між світом живих і мертвих). Серцебиття — частіше, артеріальний тиск падає до 30 — 40 міліметрів ртутного стовпчика. Змінюється вигляд вмираючого — обличчя бліде чи земляне, ніс загострюється, очні яблука западають, рогівка втрачає блиск, рот привідкривається, часто покриваєтся мертвими клітинами.
4. Клінічна смерть — відсутня серцева діяльність та дихання,мозок працює без кисню впродовж 2 хвилин, однак незворотні зміни в організмі ще не наступили; тривалість — до 5 хвилин.
5. Біологічна смерть — незворотні зміни в органах. Існує міф, що після біологічної смерті ростуть волосся, нігті, проте це не так. Після смерті не виробляються клітини, що необхідні для росту волосся та нігтів.   Через втрату вологи шкіра висихає, стає зморшкуватою, втягується і через це здається, що нігті та волосся стали довшими.
6. Клітинна смерть або ж Смерть на клітинному рівні— припиняється ріст волосся, нігтів, наступають незворотні зміни в тканинах.

#### Передагональний стан
У передагональному стані відбувається порушення діяльності центральної нервової системи (ступор, або кома), зниження артеріального тиску, централізація кровообігу. Дихання порушується, стає неглибоким, нерегулярним, але частим. Недостатня вентиляція легень призводить до нестачі кисню в тканинах (тканинний ацидоз), але основним видом обміну речовин залишається окислювальний. Тривалість передагонального стану може бути різною: він може бути повністю відсутнім (наприклад, при важкому механічному ураженні серця), а може зберігатися тривалий час, якщо певним чином компенсувати пригнічення життєвих функцій (наприклад, при крововтраті).
Без проведення лікувальних заходів процес вмирання прогресує, і передагональний стан змінюється термінальною паузою. Вона відзначається тим, що після прискореного дихання раптово настає його повне припинення. Також виявляються періоди асистолії тривалістю від 1—2 до 10—15 с.

#### Агонія
Агонія — спроба організму в умовах зниження функцій життєво важливих органів використовувати останні сили, що залишилися, для збереження життя. На початку агонії збільшується тиск, відновлюється серцевий ритм, починаються сильні дихальні рухи (але легені при цьому майже не провітрюються — одночасно скорочуються дихальні м'язи, що відповідають і за вдих, і за видих). Може короткочасно відновитися свідомість.
Через відсутність кисню, в тканинах швидко накопичуються недоокиснені продукти обміну. Обмін речовин йде переважно за анаеробною схемою, під час агонії організм втрачає 50—80 г маси за рахунок спалювання АТФ у тканинах. Тривалість агонії зазвичай невелика, не більше 5—6 хвилин (в окремих випадках — до півгодини). Потім артеріальний тиск падає, серцеві скорочення припиняються, дихання зупиняється, і настає клінічна смерть.

#### Клінічна смерть
Клінічна смерть триває з миті припинення серцевої діяльності, дихання і функціонування ЦНС і до моменту, поки в мозку не розвинуться незворотні патологічні зміни. У стані клінічної смерті анаеробний обмін речовин у тканинах продовжується завдяки накопиченим запасам у клітинах. Щойно ці запаси в нервовій тканині закінчуються, вона помирає. За повної відсутності кисню в тканинах омертвіння клітин кори головного мозку та мозочка (найчутливіших до кисневого голодування відділів мозку) починається через 2—2,5 хвилини. Після смерті кори, відновлення життєвих функцій організму стає неможливим, тобто клінічна смерть переходить у біологічну.
У разі успішного проведення активних реанімаційних заходів за тривалість клінічної смерті приймають зазвичай час, що минув від миті зупинки серця до початку реанімації (оскільки сучасні методи реанімації, як-от підтримка найменшого необхідного артеріального тиску, очищення крові, штучна вентиляція легень, обмінне переливання крові або донорське штучне переливання, дозволяють підтримувати життя нервової тканини досить довгий час).
За звичайних умов тривалість клінічної смерті становить не більше 5—6 хвилин. На тривалість клінічної смерті впливає причина вмирання, умови, час, вік помираючого, ступінь змін, температура тіла під час вмирання та інші чинники. В окремих випадках клінічна смерть може тривати до півгодини, наприклад, під час утоплення у холодній воді, коли через низьку температуру обмінні процеси в організмі, зокрема і в головному мозку, істотно сповільнюються. За допомогою профілактичної штучної гіпотермії тривалість клінічної смерті може бути збільшена до 2:00. З іншого боку, деякі обставини можуть дуже скоротити тривалість клінічної смерті, наприклад, у разі вмирання від сильної крововтрати патологічні зміни в нервовій тканині, що роблять неможливим відновлення життя, можуть розвинутися ще до зупинки серця.
Клінічна смерть зворотна — сучасна технологія реанімації дозволяє у ряді випадків відновити діяльність життєво важливих органів, після чого «вмикається» ЦНС, повертається свідомість. Однак у дійсності кількість людей, які пережили клінічну смерть без серйозних наслідків, невелика: після клінічної смерті в умовах медичного стаціонару виживають і цілковито відновлюються порядку 4—6 % хворих, ще 3—4 % виживають, але отримують важкі порушення вищої нервової діяльності, інші вмирають.
У низці випадків при пізньому початку реанімаційних заходів або їх неефективності, зумовленої важкістю стану пацієнта, пацієнт може перейти до так званого «вегетативного життя». При цьому необхідно розрізняти два стани: стан повної декортикації і стан смерті мозку.
Під час клінічної смерті дихання і серцева діяльність зупиняються, але тканини ще не піддаються розпаду. Так, серце можна оживити через багато годин після смерті, а при звичайних температурних умовах клітини головного мозку гинуть через 4—6 хвилин після зупинки кровообігу. Хоча зараз у літературі описані неспростовані випадки, коли вдавалося повернути людину від смерті до життя навіть після 10 хв клінічної смерті з повним відновленням усіх життєвих функцій.

### Діагностування смерті
Страх помилитися в діагностиці смерті штовхав лікарів на розробку методів діагностики смерті, створення спеціальних життєвих проб або на створення спеціальних умов поховання. Так, у Мюнхені понад 100 років існувала усипальниця, в якій руку померлого обмотували шнурком від дзвінка. Дзвінок пролунав один єдиний раз, а коли служителі прийшли, щоб надати допомогу людині, яка отямилася від летаргічного сну, виявилося, що дзвінок був причиною трупного задубіння. Разом із тим, з літератури та медичної практики відомі випадки доправлення у морг живих людей, яким лікарі помилково діагностували смерть.
Біологічна смерть людини констатується за комплексом ознак, пов'язаних з «життєвою тріадою»: діяльність серця, збереження дихання і функція центральної нервової системи.
 Перевірка збереження функції дихання. Зараз достовірних ознак збереження дихання не існує. Залежно від умов зовнішнього середовища можна використовувати холодне дзеркало, пушинку, робити аускультацію дихання або пробу Вінслова, яка полягає в тому, що на груди пацієнта ставлять посудину з водою і за коливанням поверхні води судять про наявність дихальних рухів грудної клітки. Порив вітру або протяг, підвищена вологість і температура в приміщенні або транспорт можуть вплинути на результати цих досліджень, і висновки про наявність чи відсутність дихання будуть невірними.
Інформативнішими для діагностики смерті є проби, що вказують на збереження серцево-судинної діяльності. Аускультація серця, пальпація пульсу на центральних і периферичних судинах, пальпація серцевого поштовху — ці дослідження не можна повною мірою вважати достовірними. Навіть при дослідженні функції серцево-судинної системи в умовах клініки, дуже слабкі серцеві скорочення можуть бути не помічені лікарем, або скорочення власного серця будуть оцінені як наявність такої функції. Клініцисти радять проводити аускультацію серця і пальпацію пульсу короткими проміжками, тривалістю не більше 1 хвилини. Цікавою і доказовою навіть за якнайменшого кровообігу є проба Магнуса, що полягає у тугій перетяжці пальця. При наявному кровообігу в місці перетяжки шкірний покрив блідне, а периферичний — набуває ціанового відтінку. Після зняття перетяжки відбувається відновлення забарвлення. Певну інформацію може дати перегляд на просвіт мочки вуха, яка за наявності кровообігу має червонувато-рожевий колір, а у трупа — сіро-білий. У XIX столітті для діагностики збереження функції серцево-судинної системи пропонувалися досить специфічні проби, наприклад: проба Вірно — артеріотомія скроневої артерії; проба Бушу — сталева голка, вколота у тіло живої людини, через півгодини втрачає блиск; проба Ікара — внутрішньовенне введення розчину флюоресцеину, що дає швидке забарвлення шкіри у живої людини у жовтуватий колір, а склер — у зеленуватий, і деякі інші. Тепер ці проби мають лише історичну, а не прикладну цікавість. Навряд чи розумно проводити артеріотомію у людини, що перебуває в стані шоку і на місці події, де неможливо дотримуватися умов асептики і антисептики, або чекати півгодини, поки потьмяніє сталева голка, а тим більше вводити флюоресцеин, який на світлі у живої людини викликає гемоліз.
Збереження функції центральної нервової системи є найважливішим показником життя. На місці події констатація смерті мозку принципово неможлива. Функція нервової системи перевіряється за збереженням або відсутністю свідомості, пасивного стану тіла, розслаблення мускулатури і відсутності її тонусу, відсутності реакції на зовнішні подразники — нашатирний спирт, слабкі больові впливи (поколювання голкою, розтирання мочки вуха, биття по щоках та інші). Цінними ознаками є відсутність рогівкового рефлексу, реакції зіниць на світло. У XIX столітті для перевірки функції нервової системи використовувалися незвичайні й інколи вельми жорстокі способи. Так, пропонувалася проба Жоза, для проведення якої були винайдені і запатентовані спеціальні щипці. При затисканні згортки шкіри в цих щипцях, людина зазнавала значних больових відчуттів. Також у розрахунку на больову реакцію заснована проба Дегранжа — введення у сосок киплячої олії, проба Разе — удари по п'ятах або припікання п'ят чи інших ділянок тіла розпеченим залізом. Проби дуже своєрідні, жорстокі, що показує, до яких хитрощів доходили лікарі в складній проблемі констатації функції центральної нервової системи.
Одним з найбільш ранніх і цінних ознак настання смерті є «феномен котячої зіниці», який іноді називають ознакою Білоглазова. Форма зіниці в людини визначається двома параметрами, а саме: тонусом м'язів, що звужують зіницю, і внутрішньоочним тиском. Причому основним чинником є тонус м'язів. За відсутності функції нервової системи припиняється іннервація м'язів, що звужують зіницю, і її тонус відсутній. За натискання пальцями у бічному або вертикальному напрямках, яке необхідно проводити обережно, щоб не пошкодити очне яблуко, зіниця набуває овальної форми. Сприяючим моментом для зміни форми зіниці є падіння внутрішньоочного тиску, що визначає тонус очного яблука, а він, своєю чергою, залежить від артеріального тиску. Отже, ознака Бєлоглазова, або «феномен котячої зіниці», свідчить про відсутність іннервації м'язів і одночасно про спад внутрішньоочного тиску, який пов'язаний з артеріальним.
Настанова з визначення критеріїв та порядку визначення моменту смерті людини, припинення реанімаційних заходів передбачає констатацію смерті людини, або біологічної смерті, на підставі наявності трупних змін або при смерті мозку, яка встановлюється в передбаченому порядку.
Реанімаційні заходи можуть бути припинені тільки після констатації смерті людини на підставі смерті мозку або після їх неефективності протягом 30 хвилин. Водночас, реанімаційні заходи не проводяться за наявності ознак біологічної смерті, а також при настанні стану клінічної смерті на тлі прогресування достеменно встановлених невиліковних захворювань або невиліковних наслідків гострої травми, несумісної з життям.

### Класифікація смертей
Попри складність питання смерті, у медицині вже давно існує чітка конкретна класифікація, яка дозволяє лікарю в кожному випадку настання смерті встановити ознаки, що визначають категорію, рід, вид смерті та її причину.
У медицині вирізняють дві категорії смерті — насильницьку смерть та ненасильницьку смерть.
Другою кваліфікуючою ознакою смерті є рід. І в тій, і в іншій категорії прийнято виділяти три роди смерті. До родів ненасильницької смерті відносяться фізіологічна смерть, патологічна смерть і раптова смерть. Родами насильницької смерті є вбивство, самогубство і смерть внаслідок нещасного випадку.
Третьою ознакою кваліфікації є вид смерті. Встановлення виду смерті пов'язано з визначенням групи факторів, що викликали смерть, об'єднаних за своїм походженням або впливом на організм людини. Зокрема, як окремий вид смерті, що відрізняється від класичної смерті з первинною зупинкою кровообігу, розглядають смерть мозку.
Одним з найскладніших етапів класифікації смерті, є встановлення причини її настання. Незалежно від категорії, роду та виду смерті, причини її настання поділяються на основну, проміжну та безпосередню. Тепер у медицині не дозволяється використовувати термін «смерть від старості» — завжди потрібно встановлювати більш конкретну причину смерті. Основною причиною смерті вважається нозологічна одиниця відповідно до Міжнародної класифікації хвороб — ушкодження або захворювання, яке стало причиною смерті або викликало розвиток патологічного процесу (ускладнення), що призвело до смерті.

#### Передчасна смерть
Передчасною смертю вважають смерть у працездатному віці як основу медико-соціального навантаження в суспільстві. У кінці XX ст. була запропонована концепція «запобіжної» смерті, тобто смерті, яку можна уникнути при відповідному розвитку суспільства та медицини. До переліку причин смерті, яким можна запобігти, відносять зокрема хвороби системи кровообігу (ХСК).
Показники втрат трудового потенціалу (ВТП)
Загальні ВТП від передчасної смерті (смерті в працездатному віці) за 2009 рік в Україні становили 2 002 856 потенційно втрачених років життя (ПВРЖ), серед яких чоловічий потенціал становив 81,2 %, жіночий — 18,8 %. Смертність чоловіків у працездатному віці досягала 35 % (!), жінок — 9,3 %. У науковій літературі такий феномен називають «надмірною смертністю чоловіків України», що не властиво для розвинених країн світу та Євросоюзу.
За медико-соціальним значенням до провідних класів хвороб відносять 1-й клас (деякі інфекційні та паразитарні хвороби), II (новоутворення), IX (хвороби системи кровообігу), Х (хвороби органів дихання), ХI (хвороби органів травлення) і ХIХ (травми, отруєння та деякі інші наслідки дії зовнішніх причин). На їх частку 2009 року в Україні припадало 94,0 % усіх випадків смерті (чоловіки — 94,7 %, жінки — 93,3 %), у працездатному віці — 92,8 % (чоловіки — 93,3 %, жінки — 92,8 %). Виходячи з цього, моніторинг показників смертності та динаміка структури при цих хворобах, мають вирішальне значення для короткострокової та довгострокової глобальної стратегії в галузі охорони здоров’я населення країни . Дані про смертність, потрібні для планування діяльності й управління в секторі охорони здоров’я, для розподілу ресурсів, оцінки ефективності виконання галузевих і загальнодержавних програм, для наукових досліджень, вивчення смертності з окремих причин тощо.

## Смерть у релігії
Усі основні релігії мають вчення, яке описує, що відбувається з людиною після смерті. Оскільки більшість релігій стверджують існування нематеріальної душі, вони, в основному, вважають смерть людини лише загибеллю тіла й описують різні варіанти подальшого існування особистості у вигляді духу або подальшого відродження в новому тілі, або досягненням нірвани (в буддизмі) або життя вічного (у християнстві).
- Смерть — розлучення душі з тілом; друга смерть — відлучення людини від Бога.
- Пекло (аїд-шеол; у ряді релігійних уявлень — місце, де утримуються тіла до остаточного Суду, який вирішується кармічним законом).
- Реінкарнація в буддизмі, індуїзмі та інших релігіях припускає, що нематеріальна душа людини після смерті втілюється у новому тілі. При цьому допускається, що прожите раніше життя може вплинути на вибір подальшого тіла. «Смерть — це всього лише перехід з одного життя в інше, перевдягання зі старого одягу у новий» (Бхагавад-Гіта).
- У християнстві причиною смерті вважається гріховність людини: «Відплата за гріх — смерть» (Рим. 6:23). Це означає, що «безгрішний чоловік» не буде знати смерті духовної і буде жити вічно. Євангелія говорять, що в майбутньому, при правлінні Царства Бога, смерті не буде: «Бог кожну сльозу з очей їх зітре, і смерті не буде вже; ні смутку, ані крику, ані болю вже не буде» (Отк. 21:4).
- Синтоїзм припускає, що дух людини продовжує існування після смерті, хоча зовсім не обов'язково реінкарнується. Духи померлих, за уявленнями цієї релігії, можуть надавати допомогу живим родичам і часто є об'єктом поклоніння.
- В ісламі після смерті людина потрапляє в барзо (від араб. — Перешийок) — стан, де вона перебуває в могилі до Судного Дня, після якого буде відроджена у плоті, і буде запитана про свої діяння, після чого потрапить або в пекло, або в рай.

### Незвичайні форми смерті
- У багатьох релігіях існують уявлення про те, що особливо святі люди помирають інакше — «підносяться до неба» чи «засинають», причому замість процесу гниття труп «пахне». Крім того, рештки — мощі — часом не піддаються гниттю.
  - Вознесіння Господнє
  - Вознесіння Богоматері
  - Вогняне вознесіння пророка Іллі
  - Вознесіння Багаула святкується 29 травня (Дивіться Календар багаї)
  - Вознесіння Абдул-Баха святкується 28 листопада (Дивіться Календар багаї)
  - Успіння Богородиці
  - Мощі

### Смерть і воскресіння

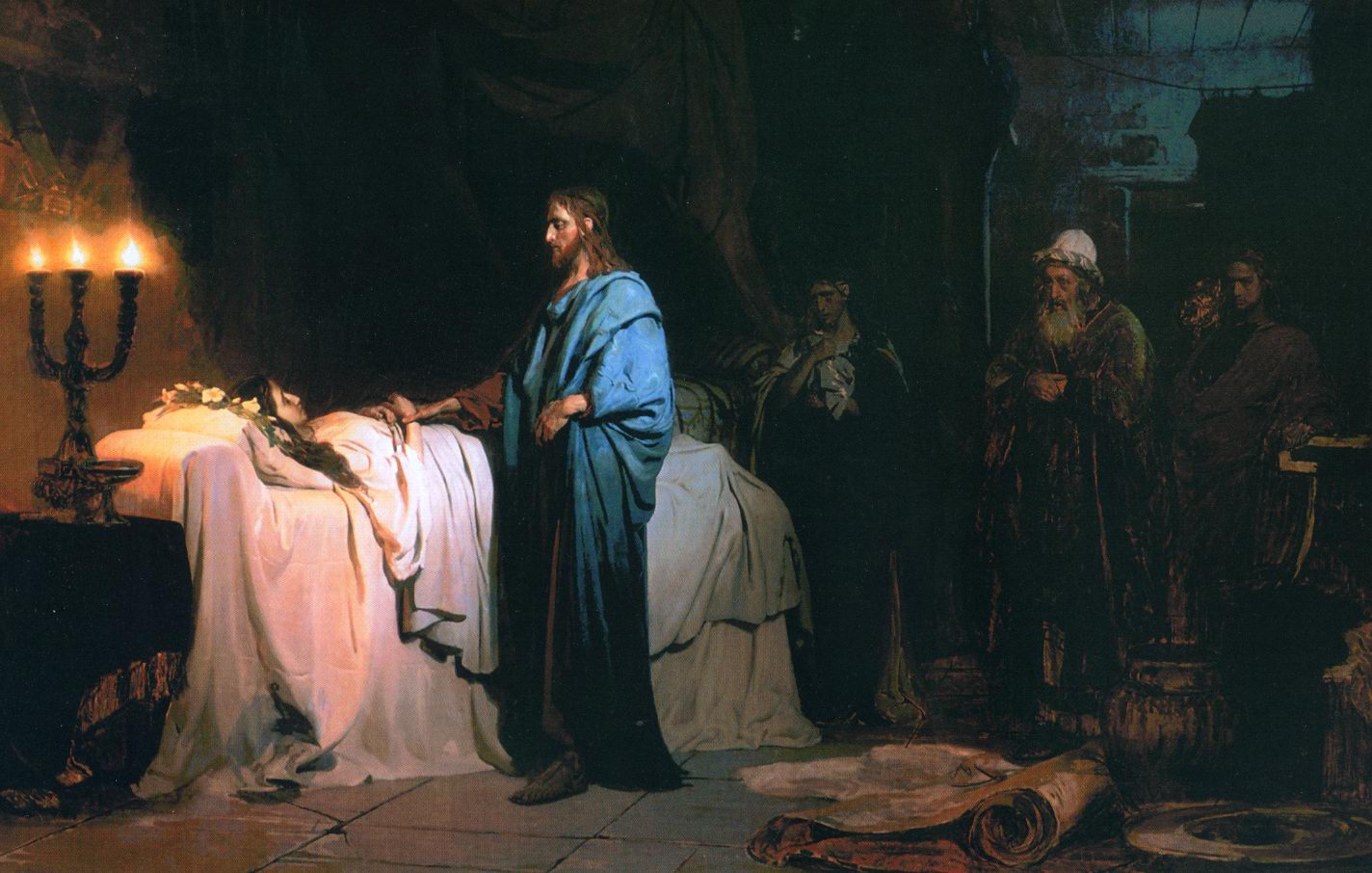
«Воскресіння дочки Яіра»,
Ілля Юхимович Рєпін

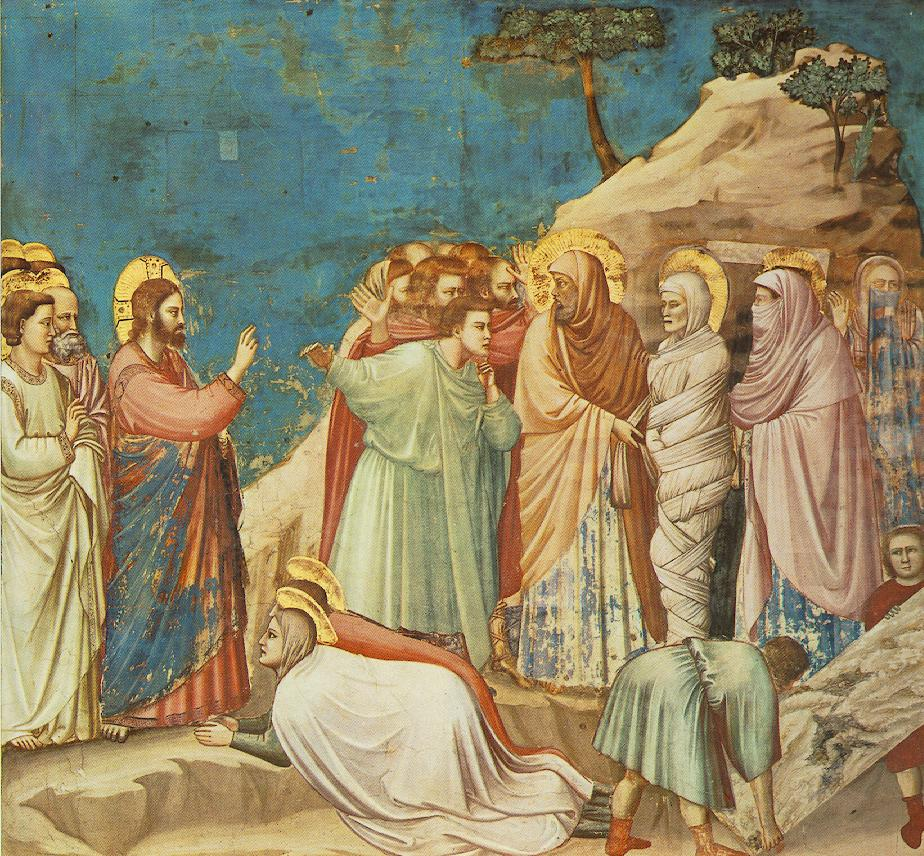
«Воскресіння Лазаря»,
Джотто ді Бондоне

У багатьох релігіях описуються випадки чудесного воскресіння після смерті.
У Біблії описано 9 випадків воскресіння після смерті:
1. Воскресіння юнака Іллею. (2 Цар. 17:21—22)
2. Воскресіння дитини Єлисеєм. (2 Цар. 7:32-35)
3. Воскресіння людини від дотику до кісток Єлисея. (2 Цар. 13:20-21)
4. Воскресіння дочки Яіра Ісусом. (Мр. 5:22-42)
5. Воскресіння Ісусом сина вдови біля воріт Капернаума. (Лк. 7:12-16)
6. Воскресіння Лазаря Ісусом. (Ів. 11:1-44)
7. Воскресіння Ісуса
8. Воскресіння Тавіфи Петром. (Дії 9:36-41)
9. Воскресіння Євтихій Павлом. (Дії 20:9-12)

Російський філософ М. Ф. Федоров проповідував, що людство саме повинно навчитися тому, як воскресити всіх людей, що коли-небудь жили, завдяки подальшому розвиткові науково-технічного прогресу.

## Смерть у філософії
"Смерть - остання найтаємничіша подорож, з якої ще не повертався ніхто." Олесь Гончар, "Собор".

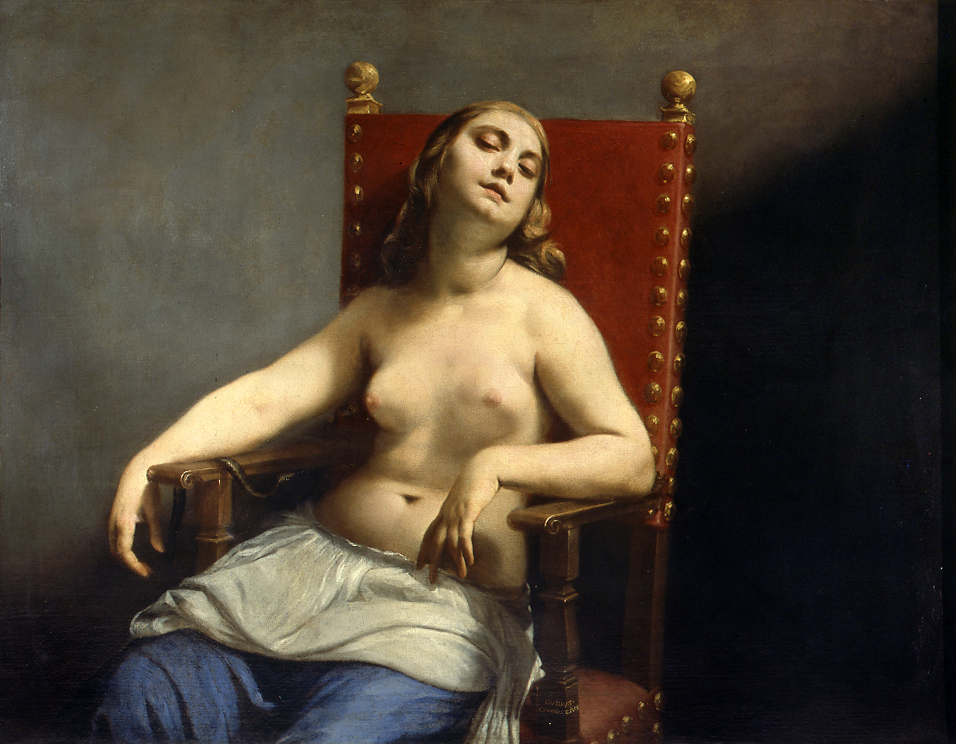
Ґвідо Каньяччі. Смерть Клеопатри. 1660 рік

У житті кожної людини рано чи пізно настає мить, коли вона питає сама себе про скінченність свого існування. Людина — єдина істота, яка усвідомлює свою смертність і може робити її предметом роздумів. Але факт власної смерті сприймається людиною не як незаперечна істина, а викликає, здебільшого, емоційне потрясіння, зачіпає найбільші глибини її внутрішнього світу.
Першою реакцією, яка слідує за усвідомленням власної смертності, може бути почуття безнадійності та розгубленості. Однак людина після цього все життя існує, знаючи про власний неминучий кінець. І це знання стає керівним у подальшому духовному розвитку людини. І тоді перед людиною постає питання про сенс і мету життя.
Роздуми над цим питанням для багатьох людей є початковою віхою в опрацюванні того, що прийнято називати основною «лінією» життя. Відхилення від цієї «лінії» нерідко призводить до тяжких моральних колізій у життєдіяльності, а її втрата — до аморальної або й до фізичної загибелі людини. Мета і сенс індивідуального життя кожної людини тісно пов'язані з соціальними ідеями та діями, які зумовлюють мету і сенс усієї людської історії, суспільства, в якому людина живе і працює, людства як цілого, його призначення і відповідальності на Землі й у Всесвіті. Цією відповідальністю чітко окреслюються межі того, що можуть і чого не можуть ні за яких умов, робити на індивідуальному і соціальному рівні людина та людство.
Але навіть, якщо людина керується в своєму житті певними моральними цілями і використовує для їх досягнення відповідні їм засоби, вона знає, що не завжди і не в усіх випадках може досягати бажаного результату, який у моральних категоріях означався в усі часи як добро, правда, справедливість.
Усвідомлюючи кінець свого земного існування і запитуючи самого себе про сенс життя, людина починає випрацьовувати власне ставлення до життя і смерті. І тому зрозуміло, що ця тема, можливо, є найважливішою для кожної людини і посідає центральне місце в усій культурі людства. Історія світової культури розкриває віковий зв'язок пошуків сенсу людського життя з намаганнями розкрити таємничість небуття, а також з бажанням жити вічно і якщо не матеріально, то хоча б духовно перемогти смерть.
Пошуками відповіді на це запитання переймались і здійснюють міфологія, різні релігійні вчення, мистецтво, численні напрямки філософії.
На відміну від міфології та релігії, філософія, якщо вона не є догматичною, звертається передусім до розуму людини і виходить з того, що людина має шукати відповідь самостійно, прикладаючи до цього власні духовні зусилля.

## Смерть у праві
- Опосвідкування смерті
- Відкриття спадщини

## Смерть у мистецтві

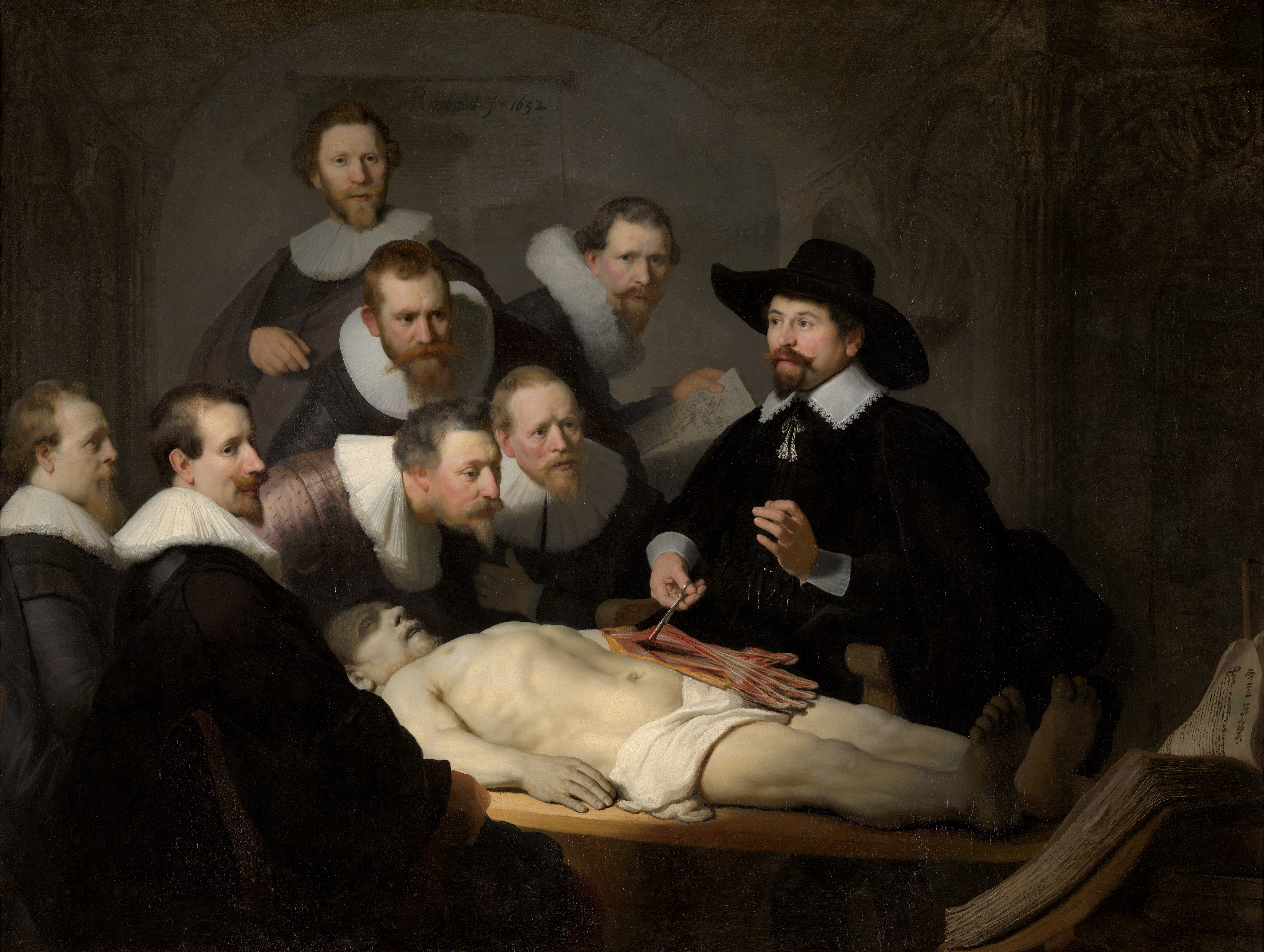
Урок анатомії доктора Тульпа, картина Рембрандта

Крик (картина Едварда Мунка) інколи люди описують "обличчя крику" як передсмертне лице в агонії людини,яка усвідомлює що життя покидає її тіло
Урок анатомії доктора Тульпа, картина Рембрандта — показує операцію над трупом чоловіка, на картині зобраджено учнів доктора Ніколаса Тюльпа,

## Соціологія
Смерть людини справила величезний вплив на людське суспільство, ставши однією з найважливіших причин появи і розвитку релігій. Значну роль релігій в історії нашої цивілізації не стане заперечувати ніхто, релігійні діячі усіх часів і народів оголошували війни (хрестові походи, джихад), виправдовували загарбницькі війни релігійними цілями, стояли в ієрархії управління над правителями держав, визначали особисте життя людей і направляли розвиток культури (архітектура, живопис, музика, освіта) .
Неминучість загибелі та віра в загробне життя призвели до появи проблеми позбавлення від тіл померлих чи зберігання цих тіл. Різні релігії в різні епохи вирішували це питання по-різному. Такі уявлення призвели до виникнення особливих територій, призначених для поховання, — цвинтарів. У багатьох релігіях тіло не має такого важливого значення, і допускаються інші способи позбавлення, наприклад, спалення — кремація. Віра в загробне життя породила всілякі колективні ритуали, покликані супроводжувати померлого в останній у цьому світі шлях, такі як урочисті похорон, траур і багато інших.
Смерть може стати предметом наукового дослідження — це допоможе пролити нове світло на уявлення про смерть та звільнити її від стереотипів, пов'язаних з релігією або скептичною позицією.

## Смерть у цифрову епоху
Настане час, коли в соціальних мережах померлих користувачів стане більше, ніж живих. А для тих, хто буде живим свідком цього процесу, сприйняття смерті зміниться назавжди.
Наприклад, число померлих на Facebook швидко зростає: вже з 2012 року, всього через вісім років після запуску платформи, в мережі було більше 30 мільйонів профілів померлих користувачів, і їх стає дедалі більше.
У певний час Facebook матиме більше мертвих користувачів, ніж живих. Соціальна мережа повільно, але неухильно перетворюється на цифрове кладовище. 
За останні кілька років деякі технологічні компанії розвинули ідею віртуальної душі.
Проект eterni.me, запущений 2014 року, обіцяє створити віртуальне «я», яке продовжить існувати після біологічної смерті.
Як передвіщають деякі футурологи, ці можливості можуть бути ще ширшими.
У найближчому майбутньому померлих зможуть «воскрешати» за допомогою комп'ютерних програм, які відтворюватимуть думки і реакцію своїх прототипів.
Деякі користувачі хотіли б запрограмувати дописи у соціальних мережах та на блог-платформах на майбутнє, щоб і після смерті постити з потойбіччя. Таку ідею нещодавно реалізував видатний нейропсихолог Олівер Сакс, який після смерті продовжує відправляти повідомлення.
Хорхе Луїс Борхес написав: «Правда в тому, що ми всі живемо, залишаючи дещо позаду».
Одним з ключових досліджень є праця Елізабет Кюблер-Росс «Про смерть і вмирання», написана 1969 року. 
Центральна ідея цієї книжки полягає в тому, що для того, щоб нарешті пережити втрату близької людини, ми маємо відпустити її і рухатися вперед. Цифрові дані не дозволяють нам забувати.
Цифрові технології змушують нас постійно згадувати померлих. Як зазначає соціолог Жан Бодрійяр, вони мстять нам, переслідуючи нас, коли самих людей уже нема.
Але дослідники смерті онлайн приходять до спільного висновку, що соціальні мережі загалом допомагають переживати втрату, знижуючи рівень тривоги і паніки.
Проблема смерті користувачив соціальних мереж поки що не вирішена. Критерії етичності щодо різних подій у житті людей складались роками залежно від культурного контексту, історичних подій тощо.
Смерть в Інтернеті вимагає спільного етичного коду, єдиного для користувачів з усього світу.
У 2020 році вийшов популярний серіал «Завантаження» (Upload), присвячений життю після смерті у цифровій формі.